# Mistrovství světa v boxu 2011
XVI. mistrovství světa v boxu proběhlo v Baku, Ázerbájdžán ve dnech 26. září až 8. října 2011. Organizátorem turnaje mistrovství světa byla International Boxing Association (AIBA).
Mistrovství světa bylo zároveň kvalifikačním turnajem (1. fáze) na olympijské hry v Londýně v roce 2012.

## Česká stopa
Vedoucí výpravy: Svatopluk Žáček, šéftrenér reprezentace: Miroslav Vrba, trenér reprezentace: Jiří Kotiba
Na mistrovství světa startovalo za Česko 5 boxerů:
- −60 kg: Miroslav Šerban (* 1991) z BC DTJ Prostějov
- −64 kg: Zdeněk Chládek (* 1990) z SKP Sever Ústí nad Labem
- −69 kg: Robert Bilík (* 1991) z SKP Sever Ústí nad Labem
- −91 kg: Luboš Velecký (* 1986) z TJ Lokomotiva Trutnov
- +91 kg: Dominik Musil (* 1990) z Box PSK Znojmo

## Výsledky
| Muži   | Zlato                       | Stříbro                   | Bronz                       | Bronz                       |
| ------ | --------------------------- | ------------------------- | --------------------------- | --------------------------- |
| –48 kg | Cou Š'-ming (CHN)           | Sin Čong-hun (KOR)        | Davit Ajrapetjan (RUS)      | Pürevdordžín Serdamba (MGL) |
| –52 kg | Michail Alojan (RUS)        | Andrew Selby (WAL)        | Rau'shee Warren (USA)       | Jasurbek Latipov (UZB)      |
| –56 kg | Lázaro Álvarez (CUB)        | Luke Campbell (ENG)       | John Joe Nevin (IRL)        | Anvar Junusov (TJK)         |
| –60 kg | Vasyl Lomačenko (UKR)       | Yasniel Toledo (CUB)      | Domenico Valentino (ITA)    | Gani Džajlauov (KAZ)        |
| –64 kg | Éverton Lopes (BRA)         | Denys Berinčyk (UKR)      | Thomas Stalker (ENG)        | Vincenzo Mangiacapre (ITA)  |
| –69 kg | Taras Šelesťuk (UKR)        | Serik Sapijev (KAZ)       | Egidijus Kavaliauskas (LTU) | Vikas Krishan (IND)         |
| –75 kg | Jevhen Chytrov (UKR)        | Rjóta Murata (JPN)        | Esquiva Falcão (BRA)        | Bogdan Juratoni (ROU)       |
| –81 kg | Julio César La Cruz (CUB)   | Adilet Nijazimbetov (KAZ) | Jegor Mechoncev (RUS)       | Elshod Rasulov (UZB)        |
| –91 kg | Oleksandr Usyk (UKR)        | Tejmur Mammadov (AZE)     | Sergej Kornějev (BLR)       | Wang Süan-süan (CHN)        |
| +91 kg | Magomedrasul Medžidov (AZE) | Anthony Joshua (ENG)      | Erik Pfeiffer (GER)         | Ivan Dyčko (KAZ)            |

## Medailová bilance
V boxu se rozdělilo celkem 10 sad medailí.
| Pořadí | Stát              |       | Muži    | Muži  | Muži | Celkem |
| Pořadí | Stát              | Zlato | Stříbro | Bronz |      | Celkem |
| ------ | ----------------- | ----- | ------- | ----- | ---- | ------ |
| 1.     | Ukrajina (UKR)    |       | 4       | 1     | 0    | 5      |
| 2.     | Kuba (CUB)        |       | 2       | 1     | 0    | 3      |
| 3.     | Ázerbájdžán (AZE) |       | 1       | 1     | 0    | 2      |
| 4.     | Rusko (RUS)       |       | 1       | 0     | 2    | 3      |
| 5.     | Brazílie (BRA)    |       | 1       | 0     | 1    | 2      |
| 5.     | Čína (CHN)        |       | 1       | 0     | 1    | 2      |
| 7.     | Kazachstán (KAZ)  |       | 0       | 2     | 2    | 4      |
| 8.     | Anglie (ENG)      |       | 0       | 2     | 1    | 3      |
| 9.     | Japonsko (JPN)    |       | 0       | 1     | 0    | 1      |
| 9.     | Jižní Korea (KOR) |       | 0       | 1     | 0    | 1      |
| 9.     | Wales (WAL)       |       | 0       | 1     | 0    | 1      |
| 12.    | Itálie (ITA)      |       | 0       | 0     | 2    | 2      |
| 12.    | Uzbekistán (UZB)  |       | 0       | 0     | 2    | 2      |
| 14.    | Bělorusko (BLR)   |       | 0       | 0     | 1    | 1      |
| 14.    | Německo (GER)     |       | 0       | 0     | 1    | 1      |
| 14.    | Indie (IND)       |       | 0       | 0     | 1    | 1      |
| 14.    | Irsko (IRL)       |       | 0       | 0     | 1    | 1      |
| 14.    | Litva (LTU)       |       | 0       | 0     | 1    | 1      |
| 14.    | Mongolsko (MGL)   |       | 0       | 0     | 1    | 1      |
| 14.    | Rumunsko (ROU)    |       | 0       | 0     | 1    | 1      |
| 14.    | Tádžikistán (TJK) |       | 0       | 0     | 1    | 1      |
| 14.    | USA (USA)         |       | 0       | 0     | 1    | 1      |
| Celkem | Celkem            |       | 10      | 10    | 20   | 40     |

## 1. fáze olympijské kvalifikace
Mistrovství světa bylo zároveň kvalifikačním turnajem na olympijské hry v Londýně v roce 2012. Na olympijské hry postupovalo z každé váhové kategorie prvních 8 zemí. Tedy pro zisk kvalifikáční kvóty boxerům stačilo postoupit do čtvrtfinále.